# Confinamiento solitario

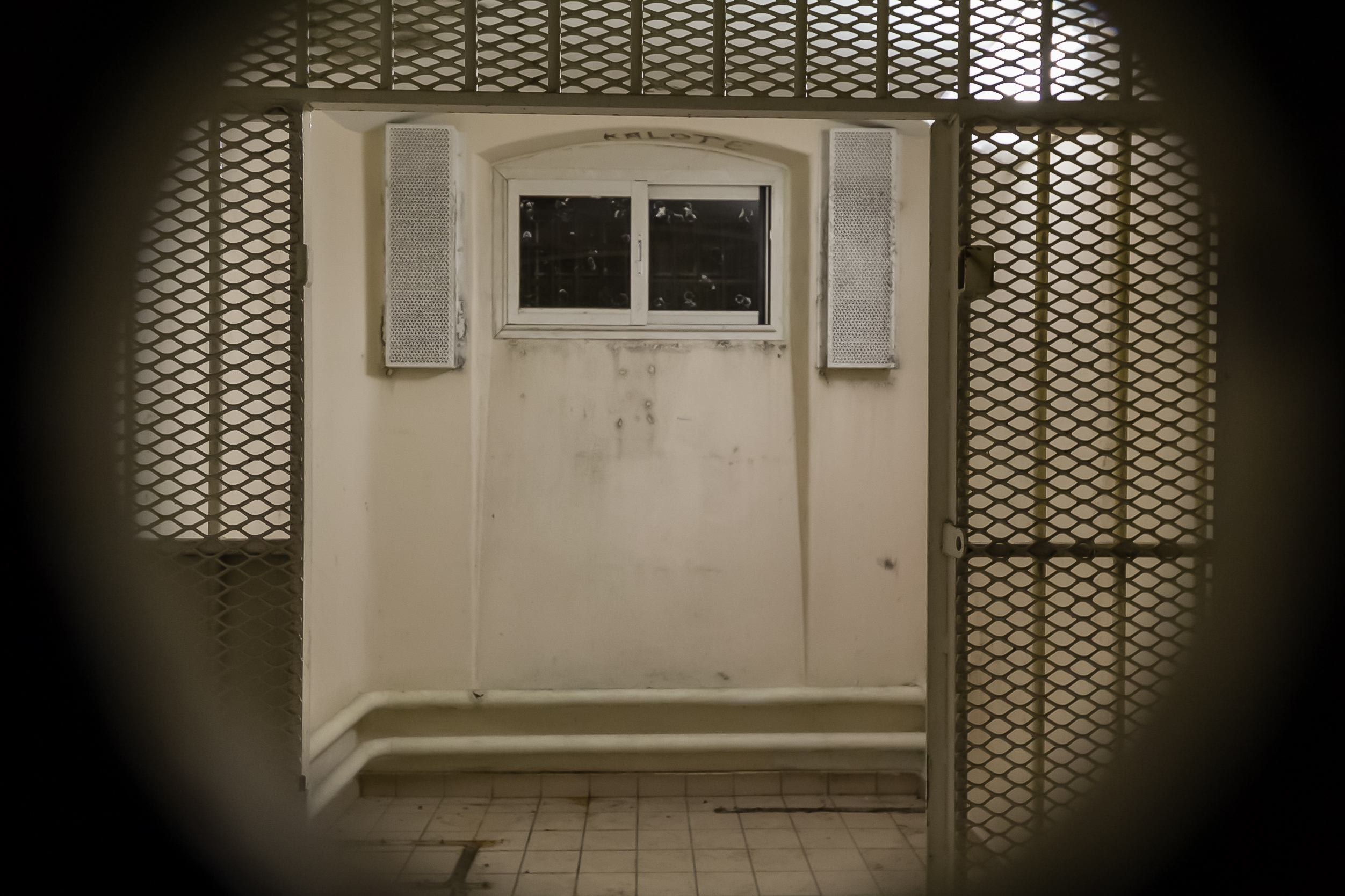
El sistema delimitado consta en mantener a una persona detenida, sola en una celda en un tiempo aproximado de 22 horas ya que su efecto puede ser perjudicial en cuanto al bienestar físico y mental de la persona. Este procedimiento solo se debe emplear en ocasiones de irregularidad

El confinamiento solitario es una forma de encarcelamiento en la que una persona vive en una celda individual con poco o ningún contacto con otras personas. Es una herramienta punitiva utilizada en el sistema penitenciario para castigar o aislar a las personas encarceladas que considera un riesgo para la seguridad de otras personas encarceladas o del personal penitenciario, así como a las que infringen las normas del centro o son consideradas conflictivas. Sin embargo, también se utiliza como custodia protectora de las personas encarceladas cuya seguridad se ve amenazada por otros, con el fin de separarlas de la población general de la prisión.
Un amplio conjunto de investigaciones ha demostrado que la reclusión en régimen de aislamiento tiene profundos efectos negativos en los planos psicológicos, físicos y neurológicos de quienes la padecen, que a menudo perduran mucho más allá del tiempo de aislamiento. Aunque los servicios penitenciarios han afirmado que el régimen de aislamiento es una herramienta necesaria para mantener la seguridad de las prisiones y cárceles, numerosas organizaciones médicas, de salud mental y profesionales del derecho han criticado esta práctica y opinan que debería reducirse drásticamente.
Nelson Mandela, el activista sudafricano contra el apartheid y expresidente de dicho país, describió el confinamiento solitario como "el aspecto más prohibitivo de la vida en prisión." Expertos en derechos humanos han afirmado que el aislamiento prolongado puede equivaler a tortura, y las Reglas Mínimas de las Naciones Unidas para el Tratamiento de los Reclusos (también conocidas como Reglas Mandela) se modificaron en 2015 para prohibir el confinamiento solitario durante más de 15 días.